# 46095 Frédérickoby
46095 Frédérickoby è un asteroide della fascia principale. Scoperto nel 2001, presenta un'orbita caratterizzata da un semiasse maggiore pari a 3,1704882 UA e da un'eccentricità di 0,0729010, inclinata di 10,79750° rispetto all'eclittica.